# Béal an Mhuirthead
Béal an Mhuirthead (Engels: Belmullet) is een plaats in het Ierse graafschap Mayo. De plaats telt 2.009 inwoners en bevindt zich in de Gaeltacht.